# Lanugo (haar)

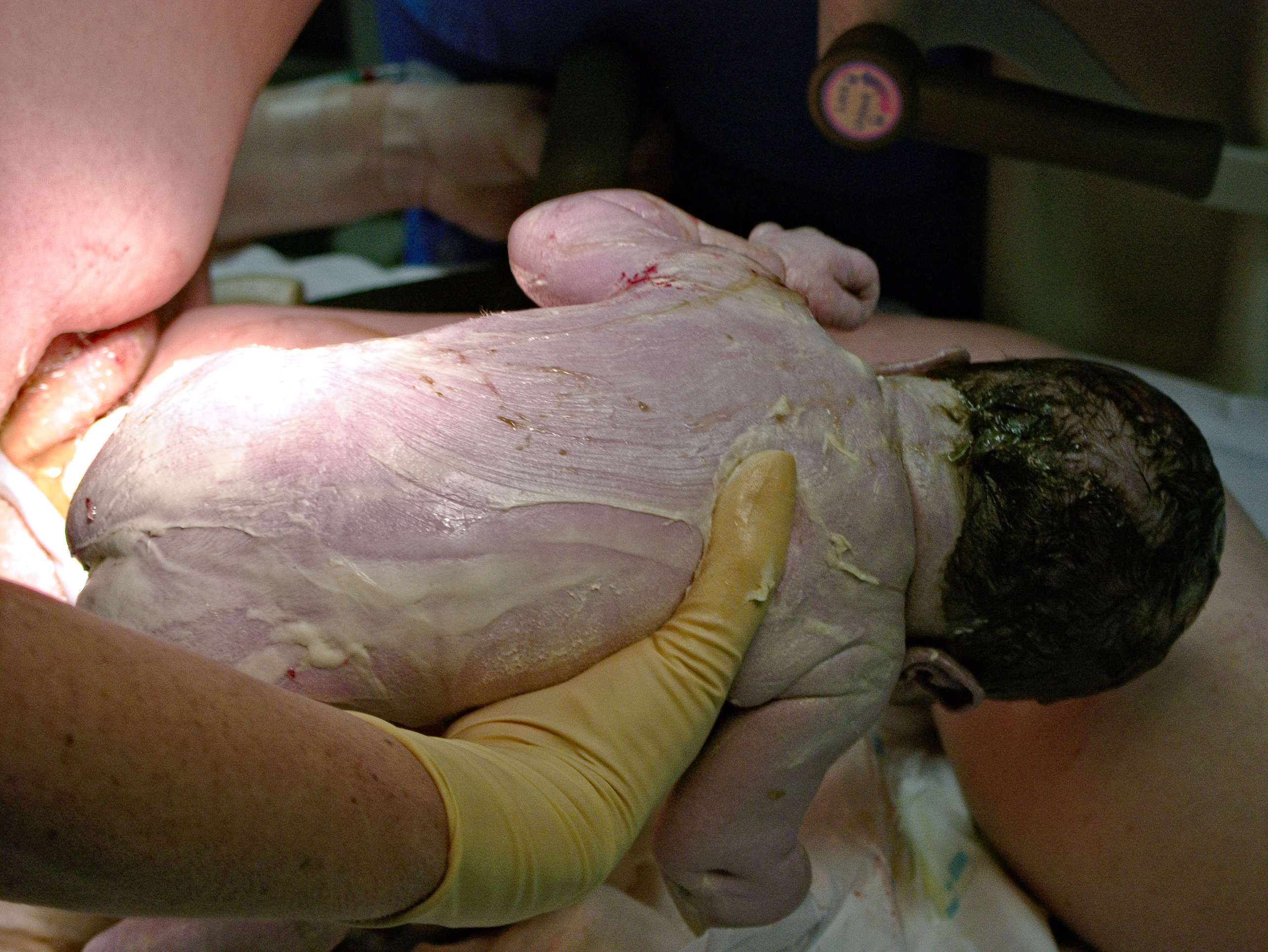
Vernix caseosa op een pasgeboren baby

Lanugo (van het Latijn: lana “wol”) is de benaming voor haar dat op het lichaam groeit in een poging om de huid op temperatuur te houden vanwege een tekort aan vet. Het is dan ook een bekend symptoom bij anorexiapatiënten. Het is een soort vacht. Lanugo is erg dun, en groeit op plaatsen van het lichaam waar normaal gesproken geen haar groeit.

## Foetus
Lanugo ontwikkelt zich op foetussen en is een normaal verschijnsel tijdens de zwangerschap. Na ongeveer 38 weken gerekend vanaf de bevruchting, rond de bevalling, verdwijnt het haar en wordt het vervangen door het dunnere vellushaar.
De lanugo is een bescherming voor de huid van de foetus en treedt op rond de 13e tot 16e week van de zwangerschap gerekend vanaf de bevruchting. Elke haar heeft een talgklier die een vettige substantie produceert, vernix caseosa genaamd. De lanugo zorgt ervoor dat de vernix caseosa aan het lichaam blijft plakken. Dit beschermt de huid tegen verweking door het vruchtwater. Met de ontwikkeling van de vernix caseosa is lanugo een belangrijk onderdeel van de huid van de foetus en dient het om deze te beschermen tegen trillingen, geluid en druk.
Tegen het einde van de zwangerschap valt de lanugo uit, waardoor een groot deel van de vernix caseosa verloren gaat. Op plaatsen waar grotere delen haar achterblijven (hoofd, wenkbrauwen, wimpers, schoudergordel, heiligbeengebied), blijft vernix caseosa achter. Bij sommige zuigelingen is de lanugo na de geboorte nog steeds aanwezig, maar verdwijnt kort daarna.
Aangenomen wordt dat de foetus een deel van de afgestoten lanugo via de mond reabsorbeert, waarna de daarin aanwezige keratine de peristaltiek van de darmen van het kind stimuleert.
Net als vernix caseosa is lanugo een criterium voor het beoordelen van de volgroeiing van de pasgeborene. Hoe minder er bij de geboorte is, hoe volgroeider het kind wordt geacht te zijn.
Mensen met kwaadaardige tumoren of een extreem laag lichaamsgewicht (bijvoorbeeld anorexia) kunnen lanugo ontwikkelen. De lanugo is ook een beschermingsmechanisme van het lichaam tegen hitte en kou wanneer deze functie door het mindere vetweefsel niet langer kan worden gegarandeerd. Bovendien kan langdurige toepassing van minoxidil en het gebruik van diazoxide, fenytoïne en ciclosporine de hergroei van lanugo veroorzaken.
In termen van de evolutiebiologie kan dit bij mensen worden verklaard als een genetisch overblijfsel (rudiment) van hun aapachtige voorouders. Apenfoetussen ontwikkelen ook een lanugo, die pas later door haar wordt vervangen.